# 敷島町 (名古屋市)
敷島町（しきしまちょう）は、愛知県名古屋市北区の地名。丁番を持たない単独町名である。住居表示未実施。

## 地理
名古屋市北区の南西部に位置する。基本的には住宅地であるが、商店や小工場などが混じる。東は黒川本通、西は金城町、南は城見通、北は元志賀町に接する。

## 歴史

### 町名の由来
旧字深ノ川にあった松が植えられた土手の眺めを海に見立てたものだという。

### 沿革
- 1952年（昭和27年）12月20日 - 北区田幡町（字深ノ川・志賀前の各一部）・西志賀町（字観音前・三ノ藪の各一部）の各一部より成立[1]。
- 1954年（昭和29年）5月1日 - 西志賀町（字観音前・三ノ藪の各一部）・田幡町字志賀前の各一部を編入[1]。

## 世帯数と人口
2019年（平成31年）1月1日現在の世帯数と人口は以下の通りである。
| 町丁   | 世帯数  | 人口  |
| ------ | ------- | ----- |
| 敷島町 | 411世帯 | 681人 |

### 人口の変遷
国勢調査による人口の推移
| 2000年（平成12年） | 644人 | [ WEB 6 ] |  |
| 2005年（平成17年） | 676人 | [ WEB 7 ] |  |
| 2010年（平成22年） | 679人 | [ WEB 8 ] |  |
| 2015年（平成27年） | 722人 | [ WEB 9 ] |  |

## 学区
市立小・中学校に通う場合、学校等は以下の通りとなる。また、公立高等学校に通う場合の学区は以下の通りとなる。
| 番・番地等 | 小学校               | 中学校               | 高等学校 |
| ---------- | -------------------- | -------------------- | -------- |
| 全域       | 名古屋市立金城小学校 | 名古屋市立志賀中学校 | 尾張学区 |

## 施設
- 名古屋市交通局黒川ビル
- 金光教名城教会
- あさみ耳鼻咽喉科医院
- 産婦人科平竹クリニック
- 横田皮膚泌尿器科

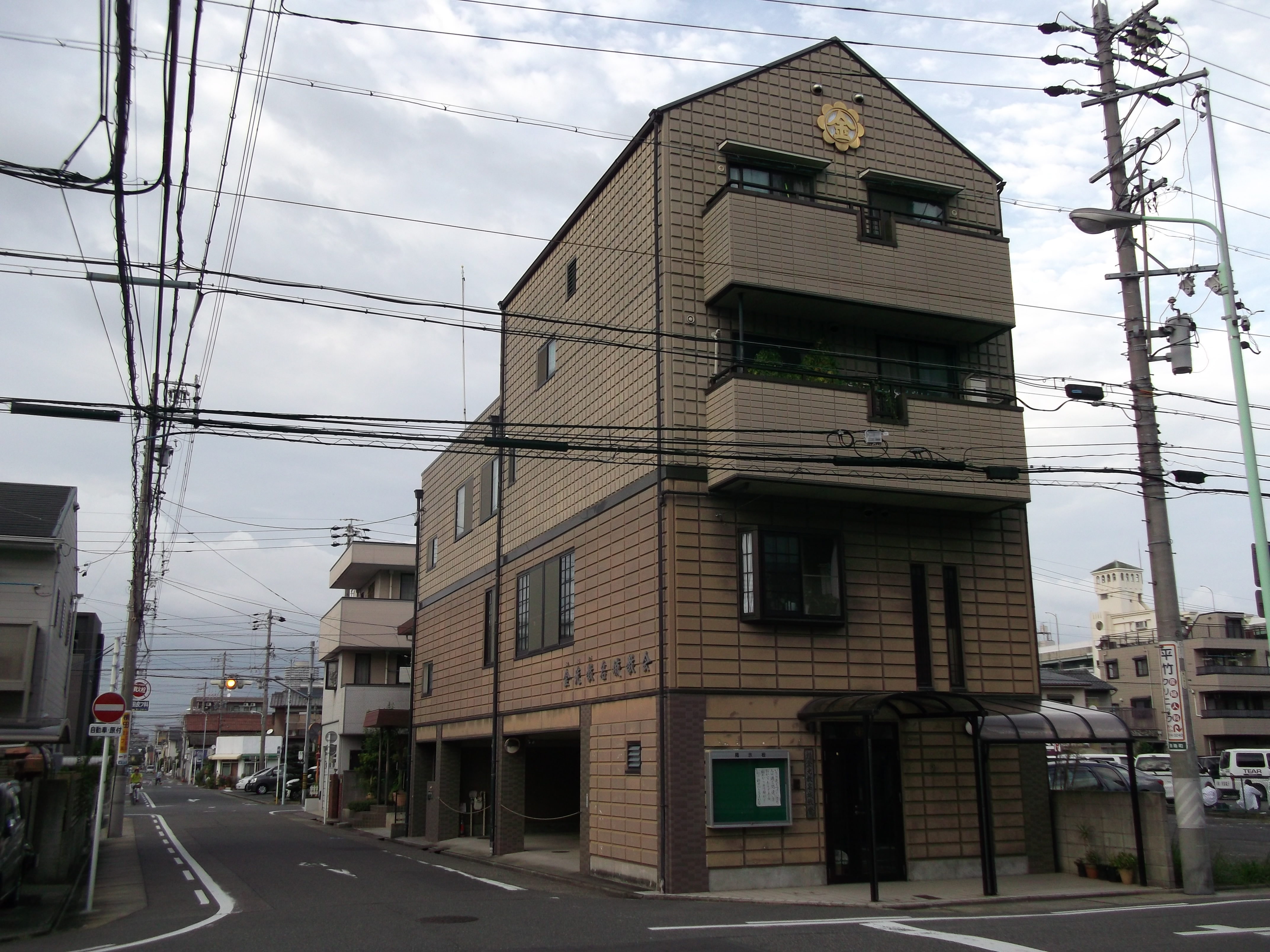
金光教名城教会（2013年9月）

## その他

### 日本郵便
- 郵便番号 : 462-0045[WEB 3]（集配局：名古屋北郵便局[WEB 12]）。

### WEB
1. ↑  “愛知県名古屋市北区の町丁・字一覧”.   人口統計ラボ. 2017年10月7日閲覧。
2. 1 2  “町・丁目(大字)別、年齢(10歳階級)別公簿人口(全市・区別)”.   名古屋市 (2019年1月23日). 2019年1月23日閲覧。
3. 1 2  “郵便番号”.  日本郵便. 2019年1月6日閲覧。
4. ↑  “市外局番の一覧”.   総務省. 2019年1月6日閲覧。
5. ↑  名古屋市役所市民経済局地域振興部住民課町名表示係 (2015年10月21日). “北区の町名一覧”.   名古屋市. 2017年10月7日閲覧。
6. ↑  名古屋市役所総務局企画部統計課統計係 (2005年7月1日). “（刊行物）名古屋の町(大字)・丁目別人口 (平成12年国勢調査) 北区” (xls). 2017年10月8日閲覧。
7. ↑  名古屋市役所総務局企画部統計課統計係 (2007年6月29日). “平成17年国勢調査　名古屋の町(大字)別・年齢別人口 北区” (xls). 2017年10月8日閲覧。
8. ↑  名古屋市役所総務局企画部統計課統計係 (2012年6月29日). “平成22年国勢調査　名古屋の町(大字)別・年齢別人口 北区” (xls). 2017年10月8日閲覧。
9. ↑  名古屋市役所総務局企画部統計課統計係 (2017年7月7日). “平成27年国勢調査　名古屋の町(大字)別・年齢別人口” (xls). 2017年10月8日閲覧。
10. ↑  “市立小・中学校の通学区域一覧”.   名古屋市 (2018年11月10日). 2019年1月14日閲覧。
11. ↑  “平成29年度以降の愛知県公立高等学校（全日制課程）入学者選抜における通学区域並びに群及びグループ分け案について”.   愛知県教育委員会 (2015年2月16日). 2019年1月14日閲覧。
12. ↑  郵便番号簿 平成29年度版 - 日本郵便. 2019年01月06日閲覧 (PDF)

### 書籍
1. 1 2 3  名古屋市北区役所市民室 1979, p. 58.
2. ↑  名古屋市北区役所市民室 1979, p. 13.